# Phyllamphicteis
Phyllamphicteis är ett släkte av ringmaskar. Phyllamphicteis ingår i familjen Ampharetidae.
Kladogram enligt Catalogue of Life:
| Phyllamphicteis | \| \| Phyllamphicteis collaribranchis \| \| \| \| \| \| Phyllamphicteis foliata \| \| \| \| |
|                 | \| \| Phyllamphicteis collaribranchis \| \| \| \| \| \| Phyllamphicteis foliata \| \| \| \| |
|                 | Phyllamphicteis collaribranchis                                                             |
|                 |                                                                                             |
|                 | Phyllamphicteis foliata                                                                     |
|                 |                                                                                             |